# Manoir des Nuillés
Le manoir des Nuillés est un château français situé à Argentré, dans le département de la Mayenne et la région des Pays de la Loire.

## Situation
Il est situé à 1 500 mètres à l'ouest du bourg. On distingue le Haut, le Bas-Nuillé et le Nuillé du milieu. 

## Désignation
- Le herbergement et les domaines de Nuillé, 1401 (Louis-Julien Morin de la Beauluère, Recherches historiques, t. XI, p. 321).
- Hébergement et féage de Nuillé, 1401 (Louis-Julien Morin de la Beauluère, Recherches historiques, t. XI, p. 321).
- Le fief et seigneurie de Nuillé, 1661 (Chartrier d'Hauterive).
- Les Nuillés (Carte de Cassini).

## Histoire
Le domaine, fief et féage de Nuillé, d'après l'accord de 1401 entre les barons de Laval et de Château-Gontier, relevaient pour partie de la terre et seigneurie de Bazougers, et pour le reste du sieur du Genest. 
Jean Pivert, 1472-1521, est probablement le constructeur du logis des Nuillés ; il s'y ruina sans doute, puisque ses biens furent saisis.  Jean Dubois, fermier, père de sept enfants, y demeure, pillé par les Républicains, 1795. Son aîné, Jean ou Julien, absent, est supposé avec les Chouans, avril 1794. Il fut emprisonné à Laval, le 15 février 1798.
Le logis du Bas-Nuillé est composé de deux bâtiments en équerre, tour dans l'angle intérieur, sur plan carré à la base, à trois pans à partir du premier étage avec un amortissement en pointe supportant une tête de fou. A remarquer dans l'une des chambres une piscine ou lavabo ingénieusement encastrée dans la muraille, à cuvette creusée dans une pierre de granit, et gargouille déversant l'eau au dehors. 

## Chapelle
Une chapelle était installée dans une chambre basse ; un jour en forme de soupirail et une petite tribune pour une seule personne ouvraient sur l'autel des deux pièces supérieures. Dans l'embrasure de la fenêtre qui éclairait l'autel sont peints : saint Pierre et saint Paul, la Résurrection et le Jugement, à droite et à gauche deux anges adorateurs. 

### Sources et bibliographie
- « Manoir des Nuillés », dans Alphonse-Victor Angot et Ferdinand Gaugain, Dictionnaire historique, topographique et biographique de la Mayenne, Laval, A. Goupil, 1900-1910 [détail des éditions] (BNF 34106789, présentation en ligne) 
  - Archives départementales de la Mayenne, B. 174, 396.
  - Chartrier d'Hauterive
  - A. Bertrand de Broussillon, Maison de Laval, t. II, p. 372.